# دهستان لیراوی میانی
لیراوی میانی، دهستانی از توابع بخش امام حسن(سینیز) شهرستان دیلم در استان بوشهر است.
بلوک(منطقه) لیراوی میانی شامل روستاهای والفجر، اسفندیاری، بازتین، چاه‌شیرین، شهرویران، گره و حسن‌آباد بوالفتح می باشد

## مردم
مردم این روستا لر لیراوی هستند به زبان لری با گویش لیراوی سخن می گویند.

## جمعیت
براساس سرشماری سال ۱۳۸۵ جمعیت آن ۴۶۴ نفر (۹۷ خانوار) بوده‌است.